# Nestoras Mytidīs
Nestoras Mytidīs (in greco Νέστορας Μυτίδης?; Larnaca, 1º giugno 1991) è un calciatore cipriota, attaccante dell'AEZ Zakakiou.

## Carriera

### Club
Nel 2010 debutta con l'AEK Larnaca.

### Nazionale
Esordisce con la nazionale cipriota il 16 novembre 2010, in un'amichevole contro la Giordania.

## Palmarès

### Club

#### Competizioni nazionali
- Coppa di Cipro: 1

AEL Limassol: 2018-2019